# Malabsorptie
Malabsorptie is de verstoorde opname van voedingsstoffen in het bloed en de lymfe, vanuit het maag-darmkanaal tijdens de spijsvertering. 

Dit kan betrekking hebben op één bepaalde voedingsstof, of op een hele reeks voedingsstoffen. Laatstgenoemd geval leidt op termijn tot algehele ondervoeding; de slechte opname van een specifieke voedingsstof leidt tot een specifieke deficiëntie, bijvoorbeeld bloedarmoede als gevolg van de verstoorde opname van ijzer.
Malabsorptie wordt in drie soorten onderverdeeld:
(1) selectieve malabsorptie, bijvoorbeeld lactose-intolerantie;
(2) partiële malabsorptie, bijvoorbeeld bèta-lipoproteinemie, en
(3) volledige malabsorptie bijvoorbeeld coeliakie.

## Spijsvertering
Het maag-darmkanaal heeft als taak het ingenomen voedsel te verteren en de vrijgekomen voedingsstoffen in het bloed op te nemen (absorptie).
De belangrijkste voedingsstoffen zijn: glucose (afkomstig uit de spijsvertering van koolhydraten), vetzuren (uit de vertering van vet), aminozuren (uit verteerde eiwitten), vitamines, sporenelementen, water en elektrolyten.
De vertering begint in de mond, waar het voedsel door kauwen wordt verkleind. Vervolgens wordt het in de maag en de dunne darm fijn gemaakt. De eigenlijke vertering geschiedt in de darmen met behulp van enzymen, die afkomstig zijn uit de maagwand, de alvleesklier en de darmwand. Ook gal uit de lever speelt een rol. De eindproducten worden ten slotte opgenomen via de darmvlokken van de darmen.

## Oorzaken van malabsorptie
Malabsorptie kan het gevolg zijn van:
- beschadiging van het slijmvlies van de dunne darm
- aangeboren of verworven vermindering van absorberend darmoppervlak
- stoornissen van de enzymatische afbraak
- stoornissen van het transport van water en zouten
- onvoldoende werking van de alvleesklier
- verstoring van de heropname van galzure zouten
- een chirurgische ingreep zoals een maagverkleining of gastric bypass

| Infectieuze oorzaken - Ziekte van Whipple - Tuberculose van de darm - malabsorptie bij Hiv - tropische spruw - reizigersdiarree - parasieten zoals Giardia lamblia, lintwormen, spoelworm , mijnworm | Door afwijkende of beschadigde structuur - syndroom van de blinde lis (na maagchirurgie) - ontsteking van de darm (zoals bij ziekte van Crohn) - versnelde darmpassage na maagchirurgie - fistels, divertikels en vernauwingen; - infiltratie van de darmwand, zoals bij amyloïdose, maligne lymfoom, - darmbeschadiging door radiotherapie - systemische sclerose en andere auto-immuunziekten |
| Door afwijkingen van het slijmvlies - coeliakie - koemelkallergie - soja-intolerantie | Door enzymdeficiëntie - lactasedeficiëntie lactose-intolerantie - sacharose- (sucrose) intolerantie - intestinale disacharidase deficiëntie - intestinale enteropeptidasedeficiëntie |
| Door gebrekkige vertering - alvleesklierinsufficiëntie door: - taaislijmziekte - chronische pancreatitis - alvleesklierkanker - syndroom van Zollinger-Ellison - malabsorptie van galzure zouten - ziekte van het laatste stuk van de dunne darm - geelzucht door afsluiting van de galwegen - verstoring van de darmbacteriën | Door ziekten buiten het maag-darmkanaal - hypothyreoidie en hyperthyreoidie - Ziekte van Addison - diabetes mellitus - stoornis van de bijschildklieren - carcinoid-syndroom - ondervoeding - abeta-lipoproteinemia |

## Verschijnselen
De presentatie van malabsorptie is afhankelijk van het onderliggende lijden.
Bij ernstige malabsorptie zullen er klachten van het maag-darmkanaal zijn, bij minder ernstige vormen kunnen die ontbreken.
- Diarree, dikwijls vetrijk (steatorroe), komt veel voor.

Waterige, frequente, overvloedige ontlasting, zowel overdag als ’s nachts geeft aan dat er duidelijke malabsorptie is.
De diarree wordt veroorzaakt doordat water en zout niet voldoende kunnen worden teruggenomen, of door prikkeling door de vetzuren. Opboeren, winderigheid en buikpijn komen later voor. Krampende pijn wijst vooral op vernauwing, bijvoorbeeld bij de ziekte van Crohn.
- Gewichtsverlies kan aanzienlijk zijn, ondanks inname van grote hoeveelheden voedsel.
- Vertraagde groei, malaise, verlaat begin van de puberteit,
- Oedeem door eiwittekort
- Bloedarmoede, door tekort aan vitamine B12, foliumzuur en ijzer, waardoor vermoeidheid en zwakte.
- Spierkrampen door gebrek aan vitamine D, dat ook leidt tot osteomalacie en osteoporose
- Bloedingsneiging door tekort aan vitamine K en andere stollingsfactoren.

## Diagnose
Er is geen speciale test voor malabsorptie. Zoals voor de meeste kwalen geldt, krijgt het onderzoek richting door de klachten en de verschijnselen.
Bloedonderzoek
- Routine bloedonderzoek kan bloedarmoede, een hoge bezinking of een laag albumine aantonen.[6][7]

Een microcytaire bloedarmoede kan op ijzergebrek wijzen, een macrocytaire bloedarmoede wijst op vitamine B12- of foliumzuurgebrek.
Laag cholesterol of triglyceride wijzen op de malabsorptie van vet, terwijl malabsorptie van calcium en vitamine D uit een laag calciumgehalte kunnen blijken.
- Ook kan men specifieke vitamines, zoals vitamine D of sporenelementen zoals zink bepalen. Vetoplosbare vitamines (A, D, E & K) zijn verlaagd bij de malabsorptie van vet. Een verlengde protrombinetijd kan wijzen op vitamine K-gebrek.

- Antistoffen tegen gluten

Om coeliakie uit te sluiten kunnen antistoffen tegen TTG (Anti-Tissue Transglutaminase ) worden bepaald.
Onderzoek van de ontlasting
- Microscopisch onderzoek kan parasieten aantonen
- Microscopisch onderzoek naar vetbolletjes
- Laag elastase wijst op alvleesklier insufficiëntie. Bepaling van pancreasenzymen is tegenwoordig mogelijk.[8]

Röntgenonderzoek
- Dunne-darmpassage om de structuur van de dunne darm zichtbaar te maken.
- Colon-inloop foto’s kunnen ook het laatste stukje van de dunne darm in beeld brengen.
- CT-scan van de buik kan onder meer de alvleesklier in beeld brengen.
- MRI-scan of ERCP.

Endoscopie en biopten

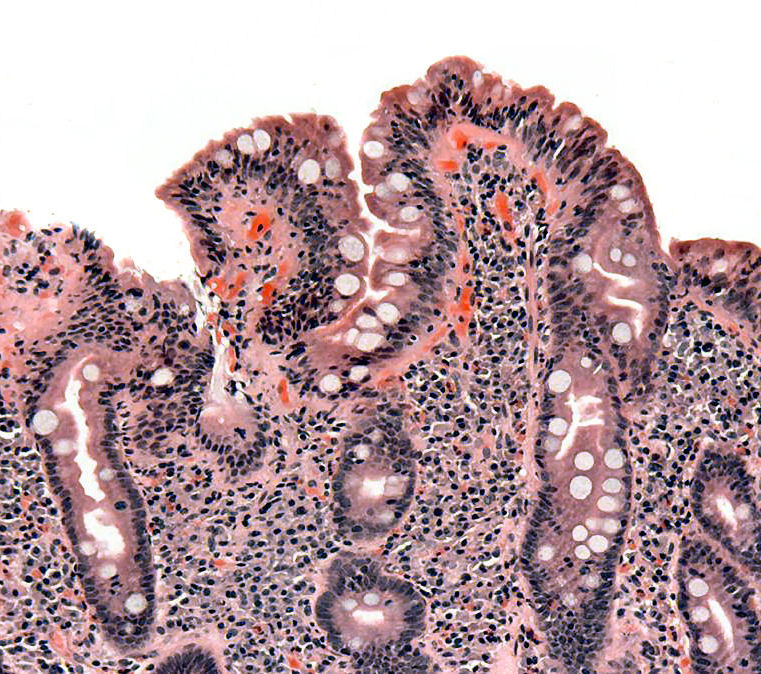
Dunnedarmbiopt van een coeliakiepatiënt met plompe darmvlokken, ontstekingscellen in de krypten

- Endoscopisch onderzoek wordt vaak verricht, maar de dunne darm (die 7 meter lang is) kan hiermee slechts zeer beperkt worden onderzocht.
  - Duodenoscopie (endoscopie van slokdarm, maag en twaalfvingerige darm) met biopten kan coeliakie, tropische spruw, ziekte van Whipple en andere aantonen.
  - Coloscopie ( kan biopten in het ileum mogelijk maken.
  - ERCP maakt onderzoek van de alvleesklier mogelijk.

Overige onderzoeksmethoden
- Verschillende isotopenonderzoeken.
- Waterstof-bepaling in de uitademingslucht (bij verstoring van de darmflora).
- D-xylose resorptietest.

## Beleid
De behandeling wordt grotendeels bepaald door de onderliggende oorzaak.
- Aanvulling via een infuus van tekorten aan voedingsstoffen, zouten of water kan noodzakelijk zijn. Vaak is advies van een diëtist hier nodig.
- Toevoeging van enzymen uit de alvleesklier kan nodig zijn.
- Aanpassing van het dieet is soms belangrijk. Vermijden van voedingsstoffen bij gebleken intolerantie is soms levenslang nodig.
- Voor een verstoorde darmflora kan een antibioticum nodig zijn.
- Colestyramine bindt galzuren en kan de diarree bij malabsorptie van galzure zouten verminderen.